# نورمحمد امیرشاهی
نورمحمد امیرشاهی (به تاجیکی: Нурмуҳаммад Амиршоҳӣ) (زادهٔ ۲۶ سپتامبر ۱۹۵۸ در کولاب) تاریخ‌نگار اهل تاجیکستان و سرویراستار دانشنامهٔ ملی تاجیک است که در سال ۲۰۱۲ برندهٔ جایزه بنیاد منوچهر فرهنگی شد و در سال ۲۰۲۳ به عنوان کارمند شایستهٔ تاجیکستان از او تقدیر شد. با تحقیقات علمی وی، مطالعهٔ تاریخ غوریان در تاجیکستان گسترش یافت و در کتب درسی مدارس متوسطه و عالی کشور گنجانده شد. با پیشنهاد او چندین ارزش ملی احیا شدند و در سطح دولتی به اجرا درآمدند، وی پیوسته در ترویج تاریخ و تمدن و فرهنگ ملت تاجیک از طریق رسانه‌های گروهی و جلسات علمی و عمومی فعال است.

## زندگی شخصی
نورمحمد امیرشاهی در ۲۶ سپتامبر ۱۹۵۸ در روستای حاجی‌اسحاق از توابع ناحیهٔ کولاب به دنیا آمد. در سال‌های ۱۹۶۵ تا ۱۹۷۵ در دبیرستان این روستا تحصیل کرد و در سال ۱۹۸۳ از دانشکدهٔ تاریخ دانشگاه ملی تاجیکستان فارغ‌التحصیل شد.

## زندگی حرفه‌ای

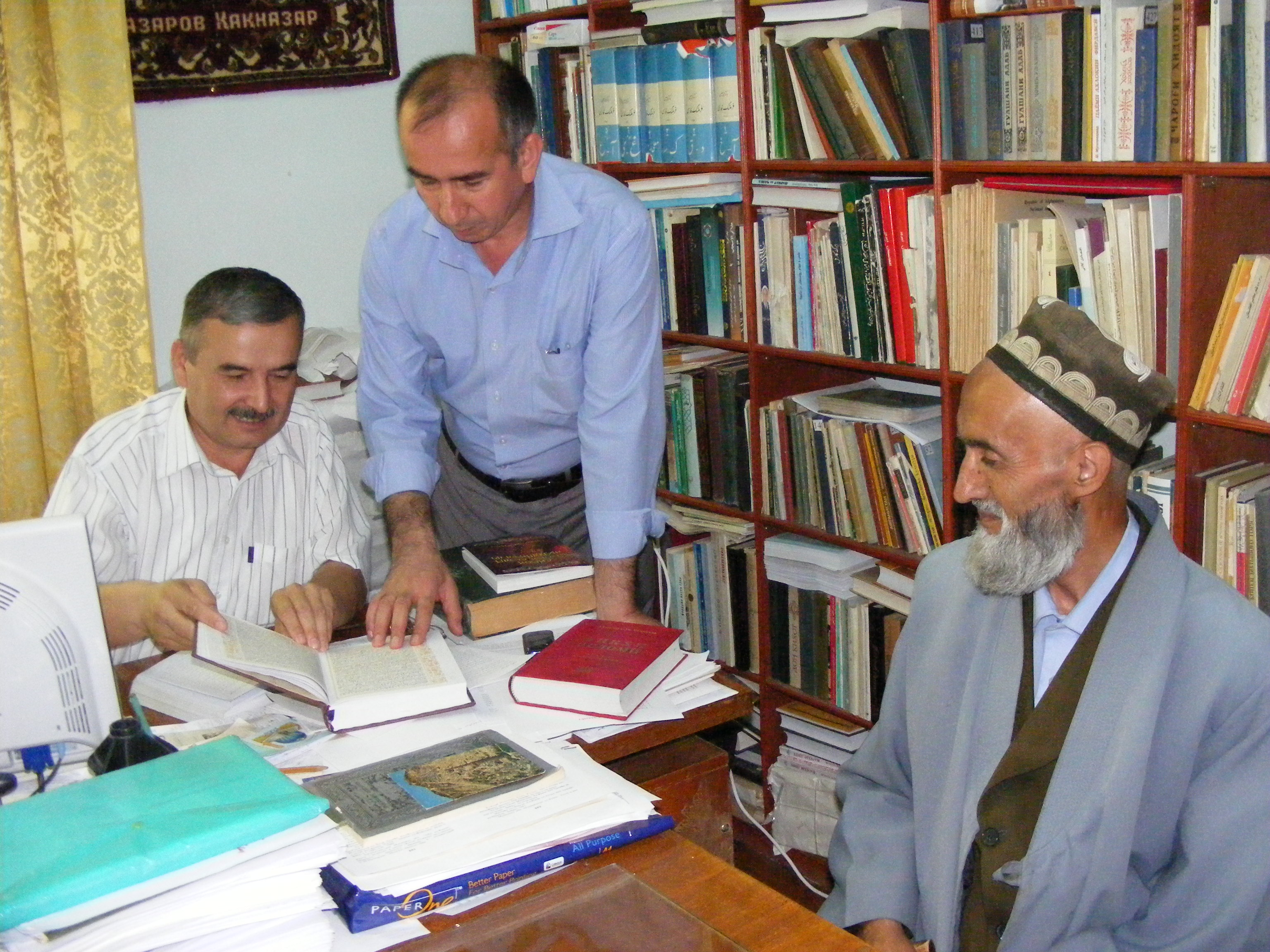
کارکنان مؤسسهٔ شرق‌شناسی و میراث خطی: نورمحمد امیرشاهی (سمت چپ)، و سید نورالدین شاه‌الدین‌اف (راست)

او از سال ۱۹۸۳ تا فوریهٔ ۲۰۱۲ در مؤسسهٔ شرق‌شناسی و سپس مؤسسهٔ زبان، ادبیات، شرق‌شناسی و میراث خطی آکادمی علوم روسیه در سمت‌های مختلفی از دستیار ارشد آزمایشگاه تا محقق برجسته کار کرد و از فوریهٔ ۲۰۱۲ سرویراستار مؤسسهٔ دولتی دانشنامهٔ ملی تاجیک است.
وی در سال ۱۹۹۶ از تز دکترای خود تحت عنوان «دولت کرتیان هرات» دفاع کرد. زمینه‌های اصلی فعالیت علمی وی تحقیق در مورد مسائل تاریخی و فرهنگی ملت تاجیک در جغرافیای تاریخی افغانستان، ایران، آسیای میانه و کشورهای همسایهٔ آنها در دوران باستان، به ویژه در قرون وسطی و در دورهٔ جدید و معاصر است.